# Chiesa di Santa Maria Nuova
La chiesa di Santa Maria Nuova, à l'origine nommée Saint-Sauveur, est une église qui se trouve dans le centre historique de Fano (Marches) en Italie, au bout de la via Giovanni de Tonsis. Elle conserve deux œuvres du Pérugin L'Annonciation et le Retable de Fano.

## Histoire
L’église a une origine médiévale. En 1518 elle a été attribuée aux frères mineurs ayant fui leur monastère extraurbain Santa Maria Nuova di San Lazzaro à cause des razzias effectuées par les troupes de la famille Della Rovere qui ont assiégé Fano (1517).
Les frères reconstruisirent l'ancien lieu à partir de 1518; la réconsacration eut lieu seulement en 1557; en transférant une grande partie du matériel de leur ancien couvent (portail, retables et chœur) et en lui donnant son aspect actuel. L'église a été restructurée au XVIIIe siècle et a été restaurée en 1959 après les dommages causés par la Seconde Guerre mondiale ayant entraîné l'effondrement du campanile et la destruction du presbytère.

## Architecture

### Extérieur
À l'extérieur de l'église se trouve sous un portique du XVe siècle le portail style Renaissance,œuvre de Bernardino di Pietro da Carona, réalisé en 1498. Ce portail était à l'origine destiné à l'église des frères mineurss « hors les murs ».

### Intérieur
L’intérieur comporte une nef unique et par un profond presbytère, décoré de stucs du XVIIIe siècle.
À partir du côté droit, sur le premier autel se trouve la toile de Francesco Giangolini, le Baptême du Christ.
Sur le troisième autel, le Retable de Fano du Pérugin (1497).

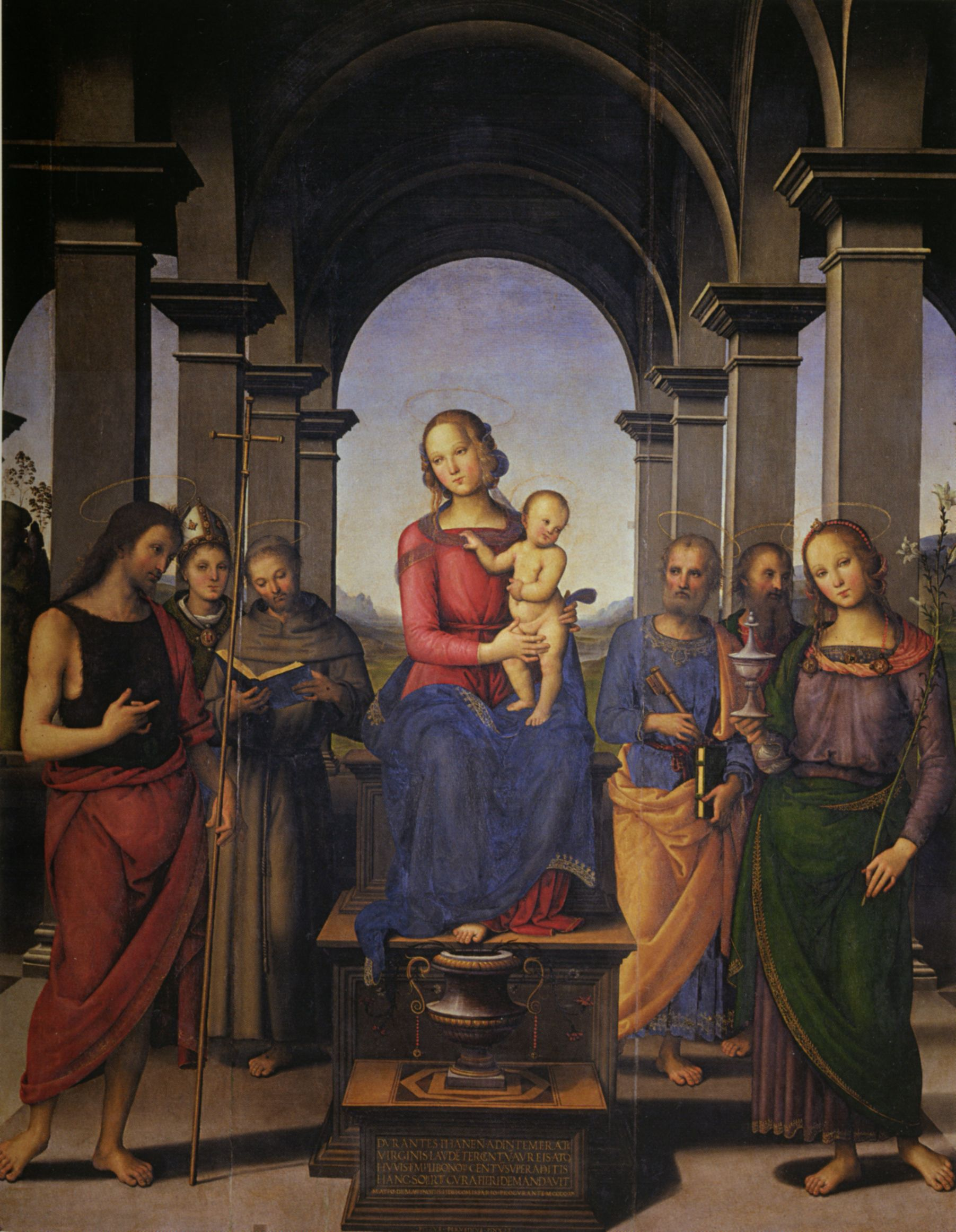
Retable de Fano du Pérugin (1497).

Dans l'abside se trouve un chœur en bois œuvre d'Antonio et Andrea Barili de Sienne, réalisé entre 1484 et 1489. Cette pièce a été  réparée à la suite des dommages subis lors de la Seconde Guerre mondiale.
Sur la partie gauche, sur le quatrième autel se trouve une Vierge à l'Enfant avec saints, une toile de Giovanni Maria Luffoni ; sur le second,l'Annonciation, un autre retable du Pérugin datant de 1489; sur le premier, une Visitation, retable de Giovanni Santi.

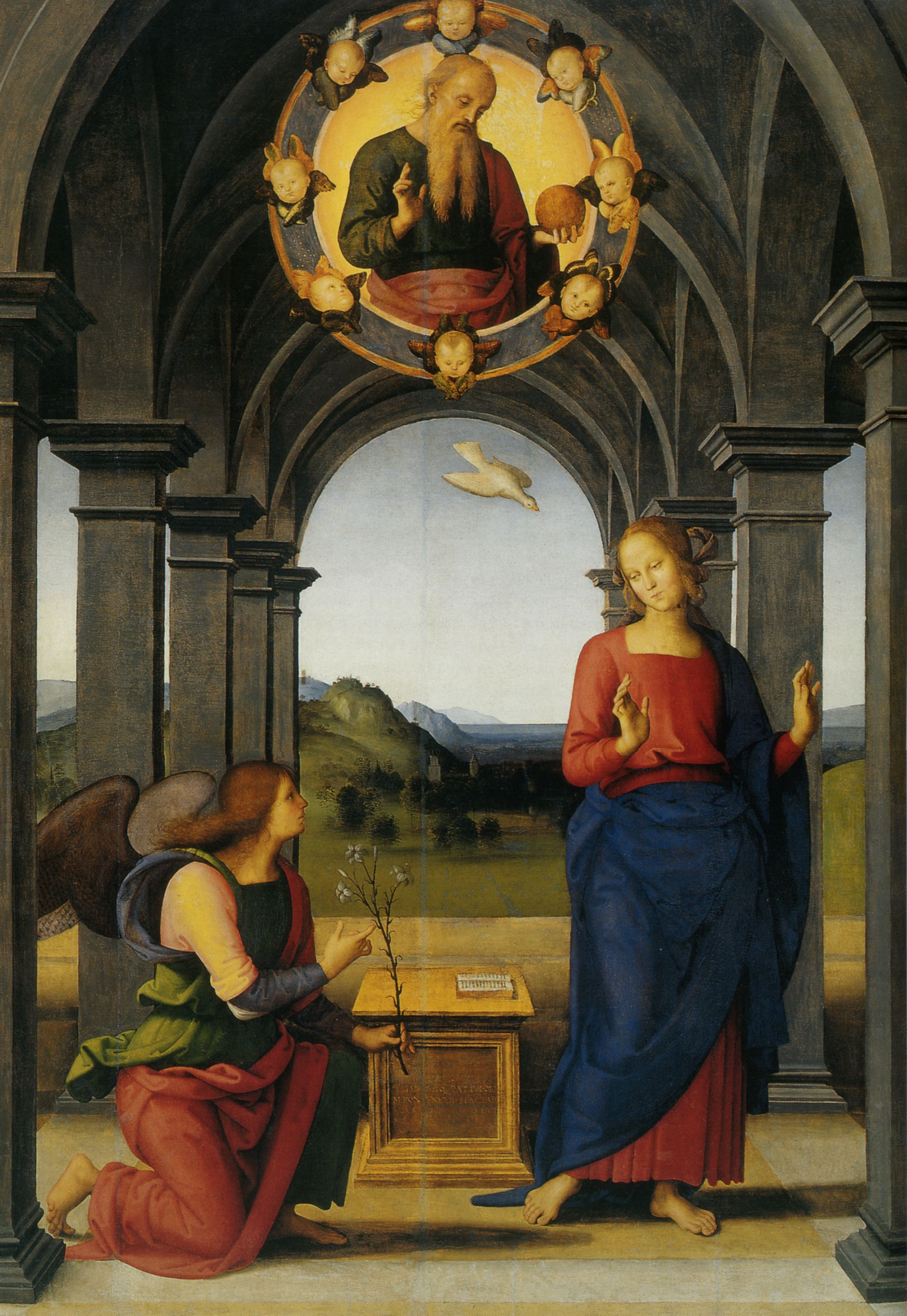
Le Pérugin, L'Annonciation de Fano (1489).

## Sources
- (it) Cet article est partiellement ou en totalité issu de l’article de Wikipédia en italien intitulé « Chiesa di Santa Maria Nuova (Fano) » (voir la liste des auteurs).